# Hymna Tádžické SSR
Surudi Milli byla od roku 1946 hymnou Tádžické sovětské socialistické republiky. Po rozpadu Sovětského svazu a s pozdějším vznikem dnešního Tádžikistánu byla přijata její lehce upravená verze, ale používá se dodnes. O dnešní hymně pojednává tento článek.

## Slova

### Tádžicky, cyrilicí
Чу дасти Рус
мадад намуд,
бародарии халқи Совет устувор шуд,
ситораи ҳаёти мо шарорабор шуд.
Гузаштаҳои пурифтихори мо
ба ҷилва омаданду дар диёри мо, диёри мо
Мустақил давлати Тоҷикон барқарор шуд.
Ба ҳоли таб даруни шаб
Садои раъди даъвати Ленин фаро расид
Зи барқи байрақаш сиёҳии ситам парид
Саодати ҷовидон дар ин замин
Дар ин замон ба мо расид аз(и) Сталин аз(и) Сталин
Марду озода моро чунин ӯ бипарварид.
Ба расми мо, зи насли мо
Касе намедихад амон бо хасми беҳаё.
Аз иттиҳоди совети намешавад ҷудо
Ягонагиро ба худ сипар кунем,
Ба душманон ҳамеша мо зафар кунем зафар кунем,
Зинда бод мулки мо, насли мо, иттиҳоди мо.

### Tádžicky, přepis
Cu dasti Rus madad namud,
ʙarodariji xalqi Sovet ustuvor şud,
sitoraji hajoti mo şaroraʙor şud.
Guzaştahoji puriftixori mo
ʙa çilva omadandu dar dijori mo, dijori mo
Mustaqil davlati Toçikon ʙarqaror şud.
Ba holi taʙ daruni şaʙ
Sadoji raʼdi daʼvati Lenin faro rasid
Zi ʙarqi ʙajraqaş sijohiji sitam parid
Saodati çovidon dar in zamin
Dar in zamon ba mo rasid az(i) Stalin az(i) Stalin
Mardu ozoda moro cunin ū ʙiparvarid.
Ba rasmi mo, zi nasli mo
Kase namedixad amon ʙo xasmi ʙehajo.
Az ittihodi soveti nameşavad çudo
Jagonagiro ʙa xud sipar kunem,
Ba duşmanon hameşa mo zafar kunem zafar kunem,
Zinda ʙod mulki mo, nasli mo, ittihodi mo.

### Rusky, cyrilicí
Руси рука на все века
В семью могучую слила Советский весь народ.
Над нами новая судьба в лучах зари встаёт.
Мы древней доблестью вновь сердца зажгли,
Повсюду слава гремит родной земли, родной земли.
В государстве Таджикском Таджик воле гимн поёт.
Под игом тьмы томились мы.
Но грянул громом благодатным Ленина призыв,
Багряной молнией сверкнуло знамя, тьму пронзив.
Счастливый день, вольный труд, стальную мощь
Несёт нам Сталин родной, любимый вождь, любимый вождь.
Как отец, нас растил он, в трудах, в битвах закалив.
Велим сынам, подобно нам,
Рукою грозною разить бесчестный вражий строй
И верность вечную хранить семье своей большой.
Единство стало щитом нам боевым.
Во всех сраженьях врагов мы победим, мы победим.
Век живи, милый край, век живи, наш Союз родной!

### Rusky, přepis
Rusi ruka na vse veka
V semjju mogučuju slila Sovetskij vesj narod.
Nad nami novaja sudjba v lučah zari vstajot.
My drevnej doblestjju vnovj serdca zažgli,
Povsjudu slava gremit rodnoj zemli, rodnoj zemli.
V gosudarstve Tadžikiskom Tadžik vole gimn pojot.
Pod igom tjmy tomilisj my.
No grjanul gromom blagodatnym Lenina prizyv,
Bagrjanoj molnijej sverknulo znamja, tjmu pronziv.
Sčastlivyj denj, voljnyj trud, staljnuju mošcj
Nesjot nam Stalin rodnoj, ljubimyj voždj, ljubimyj voždj.
Kak otec, nas rastil on, v trudah, v bitvah zakaliv.
Velim synam, podobno nam,
Rukoju groznoju razitj besčestnyj vražij stroj
I vernostj večnuju hranit semje svojej boljšoj.
Jedinstvo stalo šcitom nam bojevym.
Vo vseh sraženjjah vragov my pobedim, my pobedim.
Vek živi, milyj kraj, vek živi, naš Sojuz rodnoj!